# لايلي تايلور
لايلي تايلور (بالإنجليزية: Lyle Taylor)‏ (29 مارس 1990 بغرينتش في المملكة المتحدة - ) هو لاعب كرة قدم بريطاني في مركز الهجوم. شارك مع منتخب مونتسرات لكرة القدم. أما مع النوادي، فقد لعب مع إيستبورن بوروه وسكونثورب يونايتد وشيفيلد يونايتد ونادي بارتيك ثيسل ونادي بورنموث ونادي فالكيرك ونادي ليويس ونادي ميلوول ونادي هيرفورد ونادي وكينغ وإيه أف سي ويمبلدون وCroydon Athletic F.C. ‏ وكونكورد رينجرز.

## وصلات خارجية
- لايلي تايلور على موقع قاعدة بيانات كرة القدم.إي يو (الإنجليزية)
- لايلي تايلور على موقع ناشيونال فوتبول تيمز (الإنجليزية)
- لايلي تايلور على موقع Soccerbase.com (لاعب) (الإنجليزية)
- لايلي تايلور على موقع Soccerway.com (الإنجليزية)
- لايلي تايلور على موقع عالم كرة القدم.نت (الإنجليزية)